# Pararge egerides
Pararge egerides är en fjärilsart som beskrevs av Otto Staudinger 1871. Pararge egerides ingår i släktet Pararge och familjen praktfjärilar. Inga underarter finns listade i Catalogue of Life.